# 曹靈誕
陳留王曹靈誕（4世紀—408年），譙國譙縣人，魏武帝六世孫，陳留王曹恢之子，晉朝、桓楚二王後之一。

## 生平
東晉太元三年（378年），陳留王曹恢去世。太元八年十一月二十七日（384年1月6日），陳留王世子曹靈誕襲封陳留王。
太元十二年（387年），朝議二王後與皇太子的位次先後。博士庾弘之及尚書均認為陳留王為“國之上賓”，而皇太子處於臣位，因此“陳留王坐應在太子上”。
元興二年（403年），楚武悼帝桓玄代晉，封晉安帝為平固王，陳留王遂與平固王成為桓楚二王後。元興三年（404年），晉室復辟，陳留王復為晉室之賓。
義熙四年（408年）十二月，曹靈誕去世。

## 兒子
- 曹虔嗣：襲封陳留王
- 曹虔秀：紹封陳留王